# Wapen van Bocholtz

Wapen van Bocholtz

Het wapen van Bocholtz werd op 23 november 1896 verleend door de Hoge Raad van Adel aan de Limburgse gemeente Bocholtz. Per 1982 ging Bocholtz op in gemeente Simpelveld. Het gemeentewapen kwam daardoor te vervallen. In het tweede wapen van Simpelveld zijn elementen uit het wapen van Bocholtz opgenomen.

## Blazoenering
De blazoenering van het wapen luidde als volgt:
Gedeeld; I in goud de Apostel Jacobus de Meerdere, gelaat en handen van natuurlijke kleur, staande op een grasgrond van sinopel, gekleed in een pelgrimsgewaad en met een pelgrimshoed op het hoofd, alles van sabel, op den hoed en op de beide mouwen van het gewaad een schelp van zilver; houdende in de rechterhand een pelgrimsstaf, waaraan een kruikje, beide van sabel, II in azuur een paal van zilver (Van der Leyen).
De heraldische kleuren zijn goud (goud of geel), sinopel (groen), sabel (zwart), zilver (wit) en azuur (blauw) en natuurlijke kleuren

## Geschiedenis
Het wapen van Bocholtz is een combinatie van de patroonheilige Jacobus de Meerdere en het familiewapen van het geslacht Von der Leyen, die heren van de heerlijkheid Simpelveld en Bocholtz zijn geweest.

## Verwante wapens

Wapen van Simpelveld per 1983